# Szuwar turzycy dzióbkowatej
Zespół turzycy dzióbkowatej, szuwar turzycy dzióbkowatej (Caricetum rostratae) – zespół roślinności łąkowo-szuwarowej budowany głównie przez turzycę dzióbkowatą.

## Charakterystyka
Szuwar niski zajmujący płytkie wody i podmokłe siedliska lądowe – porastający brzegi cieków i zbiorników wodnych. Tworzy torfowisko niskie. Siedlisko o odczynie od kwaśnego lub lekko zasadowego. Podłoże mineralne, organiczno-mineralne, torfiejące, do organicznego o różnej żyzności – czasem humotroficzne. Wczesne stadia charakteryzuje stała obecność wody na powierzchni (ok. 0,5 m głębokości) i obecność gatunków wodnych i szuwaru wysokiego, następne są suchsze i kwaśniejsze, z bujną warstwą mszystą, czasem tworząc kwaśne torfowisko przejściowe. W sukcesji zastępuje zbiorowiska szuwaru wysokiego, a przechodzi w inne rodzaje torfowisk i  turzycowisk, czasem może przekształcić się w trzcinowisko.
Występowanie
Pospolite w całej Polsce.
Charakterystyczna kombinacja gatunków
ChAss. : turzyca dzióbkowata (Carex rostrata).
ChCl. : żabieniec babka wodna (Alisma plantago-aquatica), ponikło błotne (Eleocharis palustris), skrzyp bagienny (Equisetum fluviatile), manna mielec (Glyceria maxima), trzcina pospolita (Phragmites australis), szczaw lancetowaty (Rumex hydrolapathum), oczeret Tabernemontana (Schoenoplectus tabernaemontani), marek szerokolistny (Sium latifolium), pałka szerokolistna (Typha latifolia).
ChAll. : turzyca błotna (Carex acutiformis), turzyca tunikowa (Carex appropinquata), turzyca Buxbauma (Carex buxbaumii), turzyca dwustronna (Carex disticha), turzyca zaostrzona (Carex acuta), turzyca sztywna (Carex elata), turzyca prosowa (Carex paniculata), turzyca nibyciborowata (Carex pseudocyperus), turzyca brzegowa (Carex riparia), turzyca dzióbkowata (Carex rostrata), turzyca pęcherzykowata (Carex vesicaria), turzyca lisia (Carex vulpina), szalej jadowity (Cicuta virosa), kłoć wiechowata (Cladium mariscus), przytulia błotna (Galium palustre), kosaciec żółty (Iris pseudacorus), tojeść bukietowa (Lysimachia thyrsiflora), kropidło piszczałkowate (Oenanthe fistulosa), gorysz błotny (Peucedanum palustre), mozga trzcinowata (Phalaris arundinacea), wiechlina błotna (Poa palustris), jaskier wielki (Ranunculus lingua), tarczyca pospolita (Scutellaria galericulata).
Comp. : krwawnica pospolita (Lythrum salicaria), tojeść pospolita (Lysimachia vulgaris),  siedmiopalecznik błotny (Comarum palustre), bobrek trójlistkowy (Menyanthes trifoliata), rdest ziemnowodny (Polygonum amphibium), mietlica rozłogowa (Agrostis stolonifera), sierpowiec zakrzywiony (Drepanocladus aduncus), sierpowiec błyszczący (Drepanocladus vernicosus), mokradłosz kończysty (Calliergon cuspidatum), drabik drzewkowaty (Climacium dendroides).